# Solter durus
Solter durus is een insect uit de familie van de mierenleeuwen (Myrmeleontidae), die tot de orde netvleugeligen (Neuroptera) behoort. 
Solter durus is voor het eerst wetenschappelijk beschreven door Walker in 1853.